# Truncatoflabellum stokesii
Espèce
Statut CITES
Truncatoflabellum stokesii est une espèce de coraux appartenant à la famille des Flabellidae.